# Treviso Foot-Ball Club 1927-1928
Questa voce raccoglie le informazioni riguardanti il Treviso Foot-Ball Club nelle competizioni ufficiali della stagione 1927-1928.

## Stagione
Il campionato 1927-1928 vede un Treviso leggermente inferiore sul campo rispetto alla stagione precedente, e la squadra conclude al settimo posto.
In questa stagione c'è innanzitutto l'addio di Győző László, e il nuovo allenatore è Lino Monaco, che in precedenza era stato anche presidente, e poi c'è l'esplosione di un giocatore che farà la storia dell'Inter, Giuseppe Viani, che realizzò 9 gol in 18 partite.

## Rosa
| N. |                   | Ruolo | Calciatore                 |
| -- | ----------------- | ----- | -------------------------- |
|    | Italia (bandiera) | A     | Emilio Bergamini           |
|    | Italia (bandiera) | A     | Antonio Bisigato           |
|    | Italia (bandiera) | A     | Felice Bortolotto          |
|    | Italia (bandiera) | C     | Aldo Brandi (II)           |
|    | Italia (bandiera) | D     | Tullio Capraro (II)        |
|    | Italia (bandiera) | P     | Giovanni Battista Carniato |
|    | Italia (bandiera) | P     | Gino De Biasi              |
|    | Italia (bandiera) | P     | Vittorio Drusian           |
|    | Italia (bandiera) | A     | Renzo Fadiga               |
|    | Italia (bandiera) | C     | Antonio Garatti            |
|    | Italia (bandiera) | C     | Carlo Manghi               |

| N. |                   | Ruolo | Calciatore             |
| -- | ----------------- | ----- | ---------------------- |
|    | Italia (bandiera) | C     | Angelo Marcuzzo (I)    |
|    | Italia (bandiera) | C     | Antonio Moretto (I)    |
|    | Italia (bandiera) | A     | Leo Rebustello         |
|    | Italia (bandiera) | D     | Mario Signoretto       |
|    | Italia (bandiera) | A     | Turello                |
|    | Italia (bandiera) | A     | Giuseppe Viani         |
|    | Italia (bandiera) | C     | Giuseppe Visentin (I)  |
|    | Italia (bandiera) | A     | Umberto Visentin (III) |
|    | Italia (bandiera) | D     | Gino Zanata            |
|    | Italia (bandiera) | A     | Gino Zaro              |

## Statistiche di squadra
| Competizione    | Punti | In casa | In casa | In casa | In casa | In casa | In casa | In trasferta | In trasferta | In trasferta | In trasferta | In trasferta | In trasferta | Totale | Totale | Totale | Totale | Totale | Totale | DR |
| Competizione    | Punti | G       | V       | N       | P       | Gf      | Gs      | G            | V            | N            | P            | Gf           | Gs           | G      | V      | N      | P      | Gf     | Gs     | DR |
| --------------- | ----- | ------- | ------- | ------- | ------- | ------- | ------- | ------------ | ------------ | ------------ | ------------ | ------------ | ------------ | ------ | ------ | ------ | ------ | ------ | ------ | -- |
| Prima Divisione | 19    | 18      | 8       | 3       | 7       | 29      | 30      | ?            | ?            | ?            | ?            | ?            | ?            | ?      | ?      | ?      | ?      | ?      | ?      | ?  |
| Totale          |       | 18      | 8       | 3       | 7       | 29      | ?       | ?            | ?            | ?            | ?            | ?            | ?            | ?      | ?      | ?      | ?      | ?      | ?      |    |